# Synagoga w Krośnie
Synagoga w Krośnie – nieistniejąca synagoga znajdująca się w Krośnie przy ulicy Juliusza Słowackiego.
Synagoga została zbudowana pod koniec XIX bądź na początku XX wieku. Podczas II wojny światowej hitlerowcy zdewastowali synagogę i urządzili w niej magazyn. Pod koniec lat 40. budynek synagogi został wyburzony. Obecnie w miejscu synagogi stoi hala sportowa KKS Karpaty.
Murowany, trójkondygnacyjny budynek synagogi wzniesiono na planie prostokąta. Charakterystycznym elementem zewnętrznym synagogi były tablice Dekalogu, zwieńczające fasadę główną.